# Marche-en-Famenne
Marche-en-Famenne (wa. Måtche-el-Fåmene) – miasto w południowo-wschodniej Belgii, w Regionie Walońskim, w prowincji Luksemburg, siedziba administracyjna okręgu Marche-en-Famenne. 1 stycznia 2024 roku liczyło 17 972 mieszkańców.  

## Podział administracyjny
W skład miasta wchodzi sześć dzielnic (section):
- Aye
- Hargimont
- Humain
- On
- Roy
- Waha